# Gemmingen-Steinegg
Gemmingen-Steinegg ist eine Linie der Familie der Freiherren von Gemmingen.

## Geschichte

### Anfänge

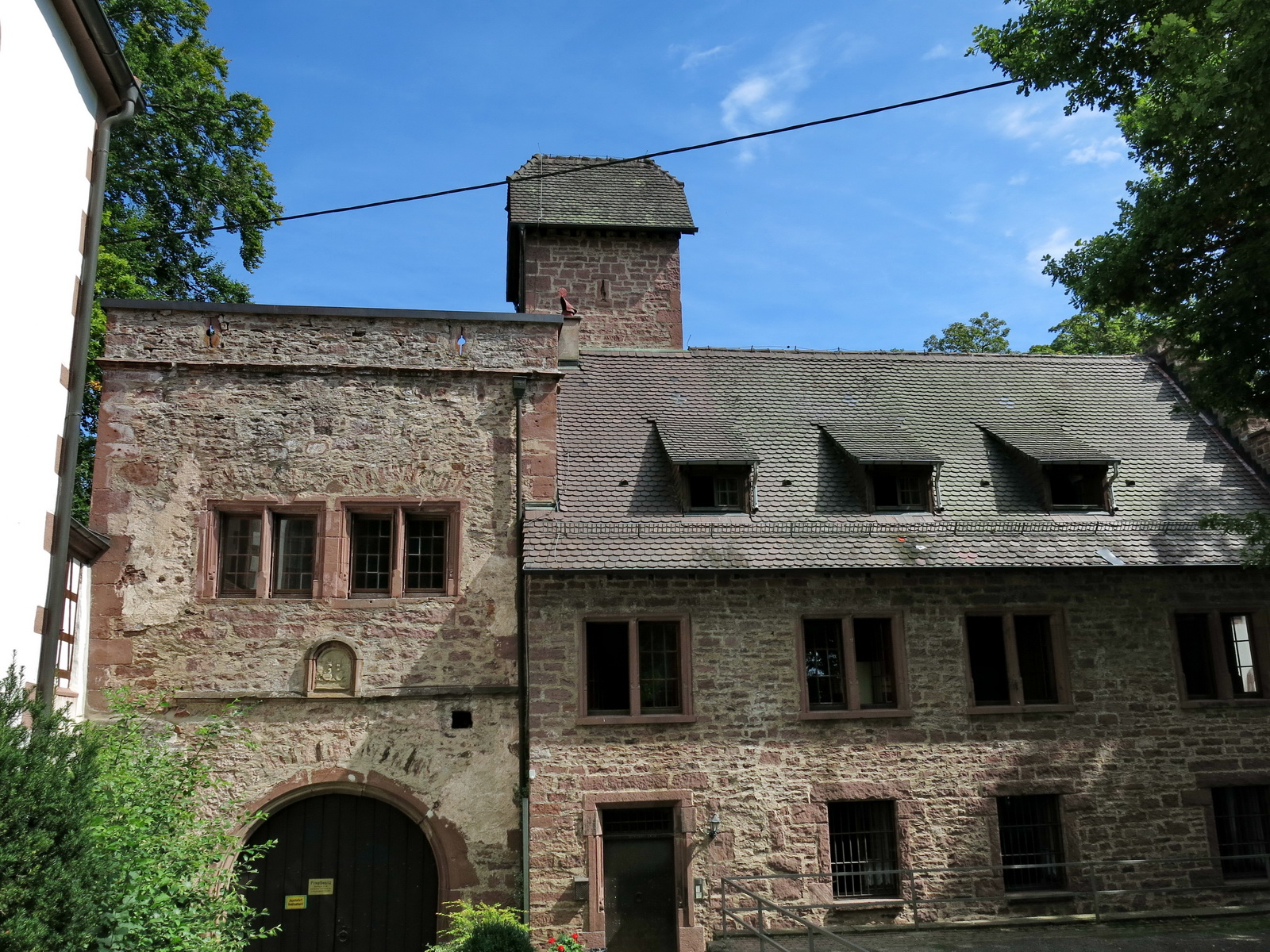
Burg Steinegg (Neuhausen)

Die Linie stammt ab von Diether V. von Gemmingen († vor 1428), der der fünften Generation nach dem ältesten gesicherten Gemmingen-Stammvater Hans entstammt und mit Anna von Selbach verheiratet war. Er erwarb Besitz in mehreren Orten am Nordostrand des Schwarzwaldes. Sein Sohn Diether VI. war als streitbarer badischer Landhofmeister in mehrere Fehden verwickelt und konnte den vom Vater erworbenen und ihm mit dem Teilungsvertrag von 1425 zugefallenen Besitz durch zahlreiche Gütergeschäfte abrunden.
Das so entstandene Territorium (genannt Biet oder Gebiet) bestand aus den acht Gemarkungen Hamberg, Hohenwart, Lehningen, Mühlhausen an der Würm, Neuhausen, Schellbronn, Steinegg und Tiefenbronn. Es stand unter der Lehenshoheit der Markgrafschaft Baden-Durlach; die Militär- und Steuerhoheit lag beim schwäbischen Ritterkanton Neckar-Schwarzwald.
Trotz der Oberhoheit des evangelisch gewordenen Baden-Durlach wurden die acht Orte des Biet im 16. Jahrhundert nicht reformiert. Angehörige der Familienlinie hatten höchste geistliche Ämter besetzt, so dass die Linie im Gegensatz zu den anderen Gemmingen-Linien vorerst katholisch blieb. So wurde das Biet eine katholische Insel im lutherischen Umland.
Die Linie Gemmingen-Steinegg (auch Gemmingen-Hagenschieß) war durch die Enkel Diethers VI. in zwei Äste geteilt worden:

### Ast Steinegg
Ausgehend von Dietrich VIII. († 1542) ⚭ Katharina von Neuhausen (1481–1563) und ihren Nachkommen. Sohn Dietrich IX. (1517–1586) war Rat und Statthalter zu Dillingen. Seine Söhne Georg und Hans († 1591) waren Deutschordenskomture. Ihr Bruder Johann Konrad von Gemmingen (1561–1612) war Fürstbischof von Eichstätt. Der Bruder Wolf Dietrich (1550–1601) setzte die Linie fort. Er war Befehlshaber bei der Oberbadischen Okkupation und später Hofmeister bei seinem Bruder, Fürstbischof Johann Konrad. Die Linie setzte sich mit den Nachkommen seines Sohnes Karl Dietrich (1583–1629) fort. Dessen Ururenkel Johann Dietrich (1716–1778) war Hofmarschall bei den Fürsten von Taxis, den Bischöfen von Speyer und den Markgrafen von Baden-Durlach sowie Ritterhauptmann im Ritterkanton Neckar-Schwarzwald. Sein Sohn Franz (1746–1797) hatte nur einen jung verstorbenen Sohn, so dass mit ihm der Zweig 1797 im Mannesstamm ausstarb. Zwei seiner Töchter verheirateten sich mit Brüdern aus dem Ast Mühlhausen.

### Ast Mühlhausen

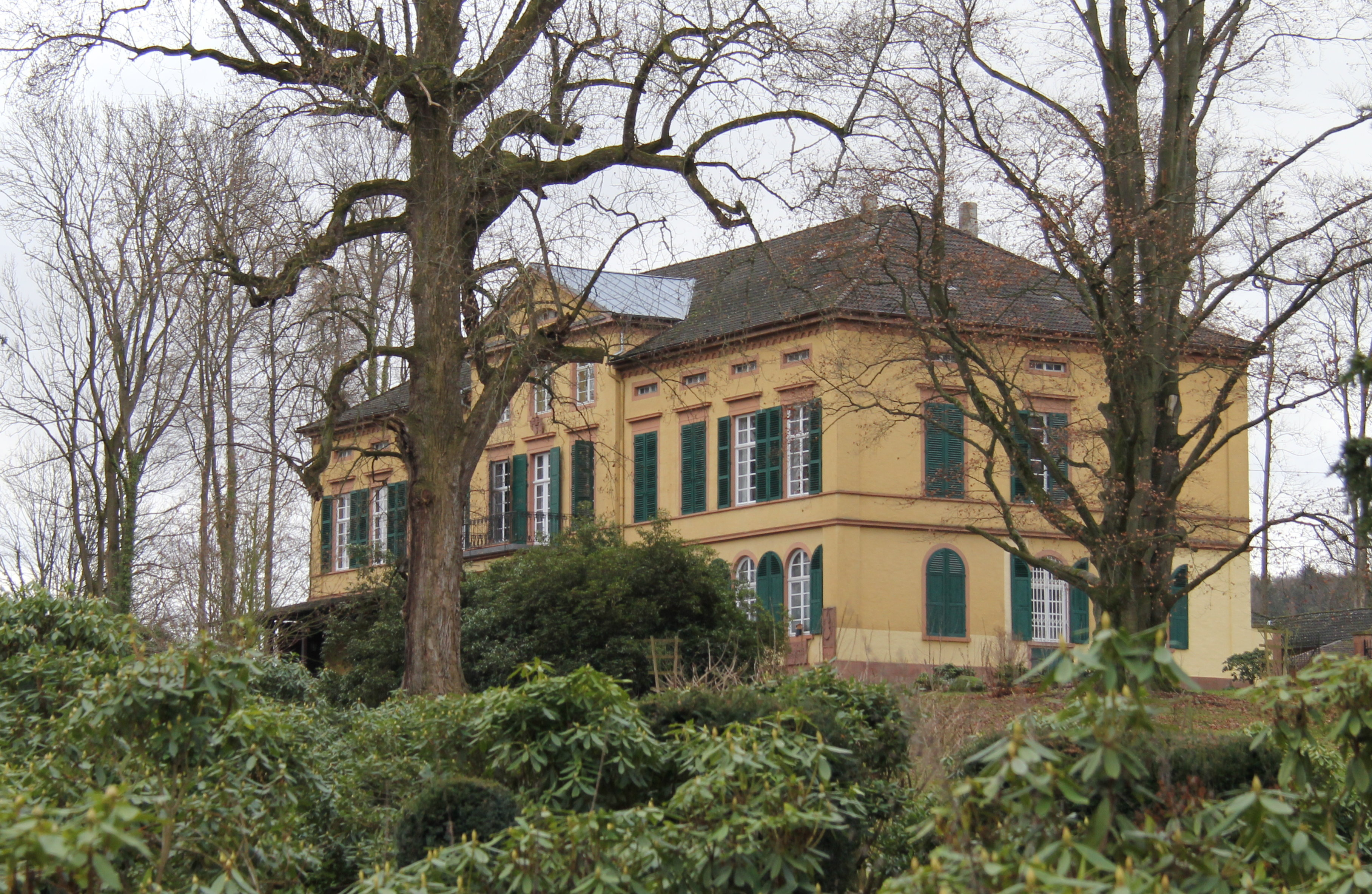
Schloss Unterbessenbach

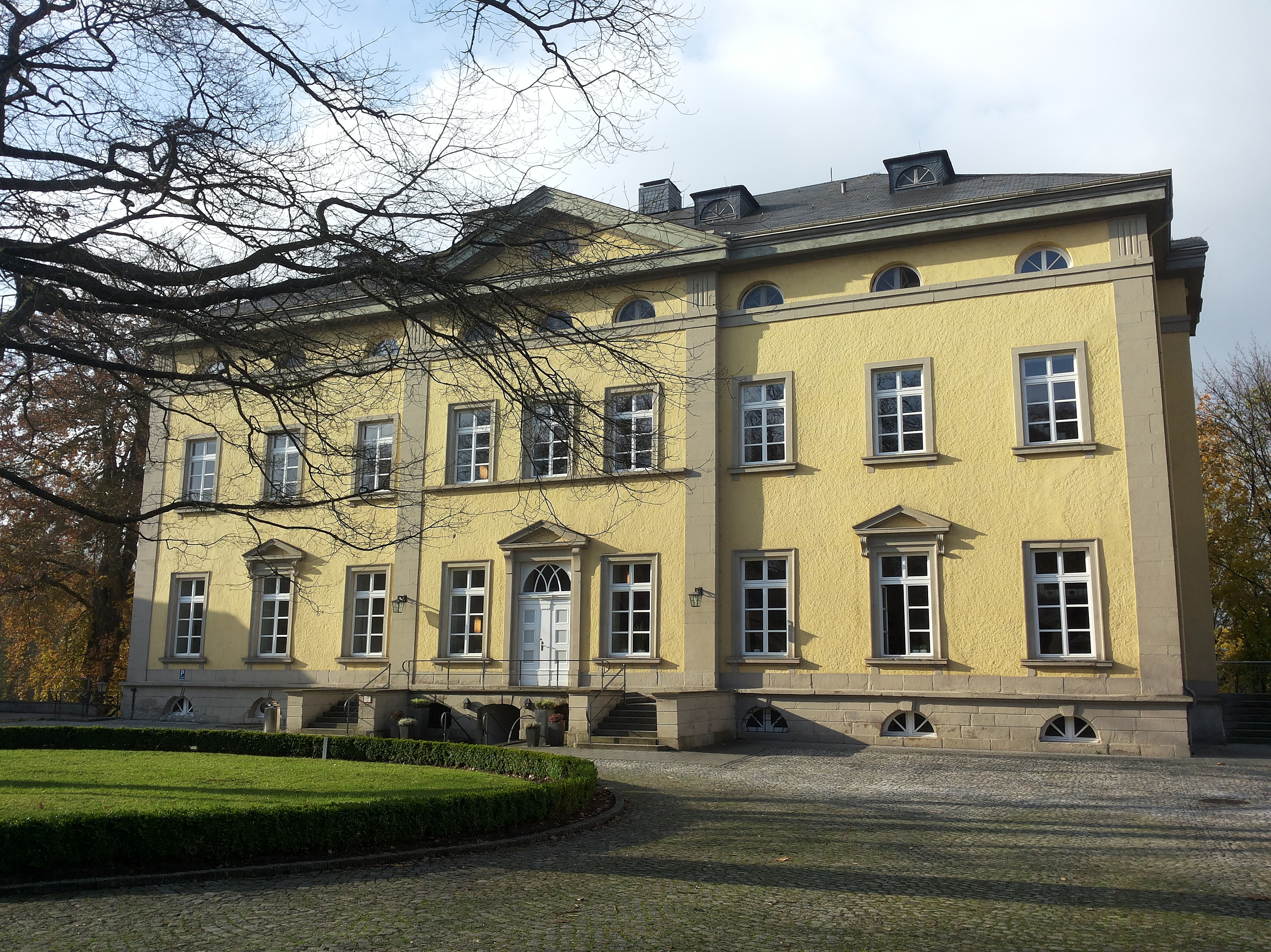
Haus Villigst in Schwerte

Ausgehend von dem fürstbischöflich-würzburgischen Hofmeister und Obervogt in Eltingen Otto (1475–1558) ⚭ Maria Güß von Güssenberg († 1572) und ihren Nachkommen. Ottos Sohn Hans Dietrich (1516–1566) besaß kurzzeitig die Herrschaft Weinfelden im Thurgau. Sein Sohn Hans Christoph (1544–1596) erwarb die Burg Liebenfels im Thurgau, die bis 1654 im Besitz der Familie blieb. Ottos Sohn Johann Otto von Gemmingen war Fürstbischof in Augsburg (1545–1598).
Unter den Nachkommen von dessen Bruder Hans Diepold (1554–1612) spaltete sich die Familie nach wenigen Generationen in mehrere Zweige. Wolf Dietrich von Gemmingen (1680–1738) war fürstbischöflich-eichstättischer geheimer Rat und Pfleger zu Abensperg. Sein Sohn Wolfgang Reinhard Joseph (1710–1760) begründete einen 1849 erloschenen österreichischen Zweig. Wolf Dietrichs Tochter Maria Anna Margaretha von Gemmingen wurde Fürstäbtissin des Kanonissenstifts Lindau. Wolf Dietrichs Bruder Reinhard Ludwig (1681–1726) ist der Stammvater der heute noch bestehenden Unterzweige Gernsbach und Unterbessenbach. Dessen Enkel Julius von Gemmingen-Steinegg (1774–1842) vereinte den Besitz der gesamten Familienlinie 1805 letztmals auf sich.

### Nach 1805/1806
Doch bereits kurz nach der Wiedervereinigung 1805 endete die Existenz des Gemming'schen Kleinstaates – er wurde 1806 dem Großherzogtum Baden einverleibt. Julius trat 1823 zum evangelischen Glauben über. Sein Sohn Eduard (1807–1884) blieb als einziger der Familie katholisch und übernahm 1836 gemeinsam mit seinen Brüdern Joseph und Gustav die Güter des Hauses. Die Brüder veräußerten zur Zeit der Ablösung der adligen Rechte nahezu den gesamten Stammbesitz der Familienlinie und erwarben Besitz an anderen Orten: Eduard in Maisenhausen und Damm (bei Aschaffenburg), Joseph (1804–1873) in Gernsbach und Gustav (1808–1895) in Unterbessenbach.
Josephs Sohn Julius (1838–1912) in Gernsbach war Förderer des evangelischen Gemeindelebens, dessen Tochter St. Clair (1863–1951) veranlasste den Wiederaufbau der Burg Steinegg zur konfessionellen Jugendbegegnungsstätte. Der Unterzweig in Bessenbach erwarb neben Schloss Unterbessenbach auch das heute an eine evangelische Einrichtung vermietete Haus Villigst und den Landwirtschaftsbetrieb Haus Cotten.
Das ehemalige Gemming'sche Gebiet südöstlich von Pforzheim wird nach wie vor Gebiet oder Biet genannt (wohl von Gemming'sches Herrschaftsgebiet). So nennt sich ein lokaler kommunaler Zweckverband Wasserversorgung der Gebietsgemeinden; er hat seinen Sitz in Tiefenbronn.

## Bedeutende Angehörige der Familienlinie

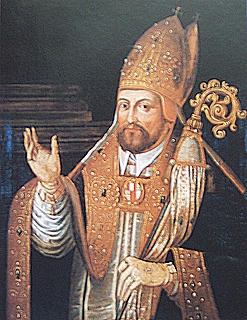
Johann Otto von Gemmingen (1545–1598), Fürstbischof von Augsburg

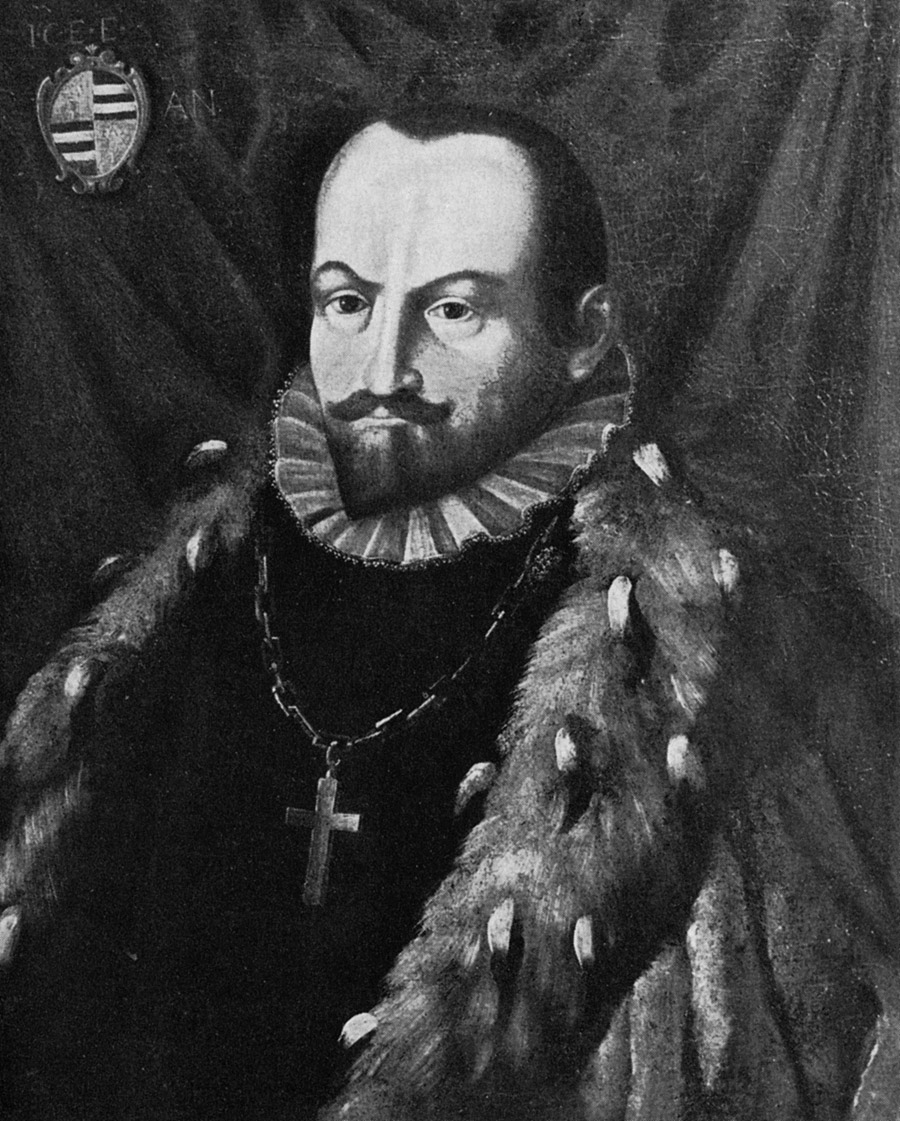
Johann Konrad von Gemmingen (1561–1612), Fürstbischof von Eichstätt

- Johann Otto von Gemmingen (1545–1598), Fürstbischof von Augsburg
- Otto von Gemmingen (1475–1558), fürstbischöflich-würzburgischer Hofmeister und Obervogt in Eltingen
- Johann Konrad von Gemmingen (1561–1612), Fürstbischof von Eichstätt
- Wolf Dietrich von Gemmingen (1680–1738), fürstbischöflich eichstättischer Rat
- Maria Anna Margaretha von Gemmingen (1711–1771), Fürstäbtissin des Kanonissenstifts Lindau
- Julius von Gemmingen-Steinegg (1774–1842), Schloss- und Grundherr auf Steinegg, Mitglied der Badischen Ständeversammlung
- Julius von Gemmingen-Steinegg (1838–1912), großherzoglich badischer Leutnant
- Julius Heinrich von Gemmingen-Steinegg (1843–1903), preußischer General der Infanterie, erster Präsident des Militärreichsgerichts in Berlin
- St. Clair von Gemmingen-Steinegg (1863–1951), Schlossherrin auf Steinegg